# Karl Guttmann

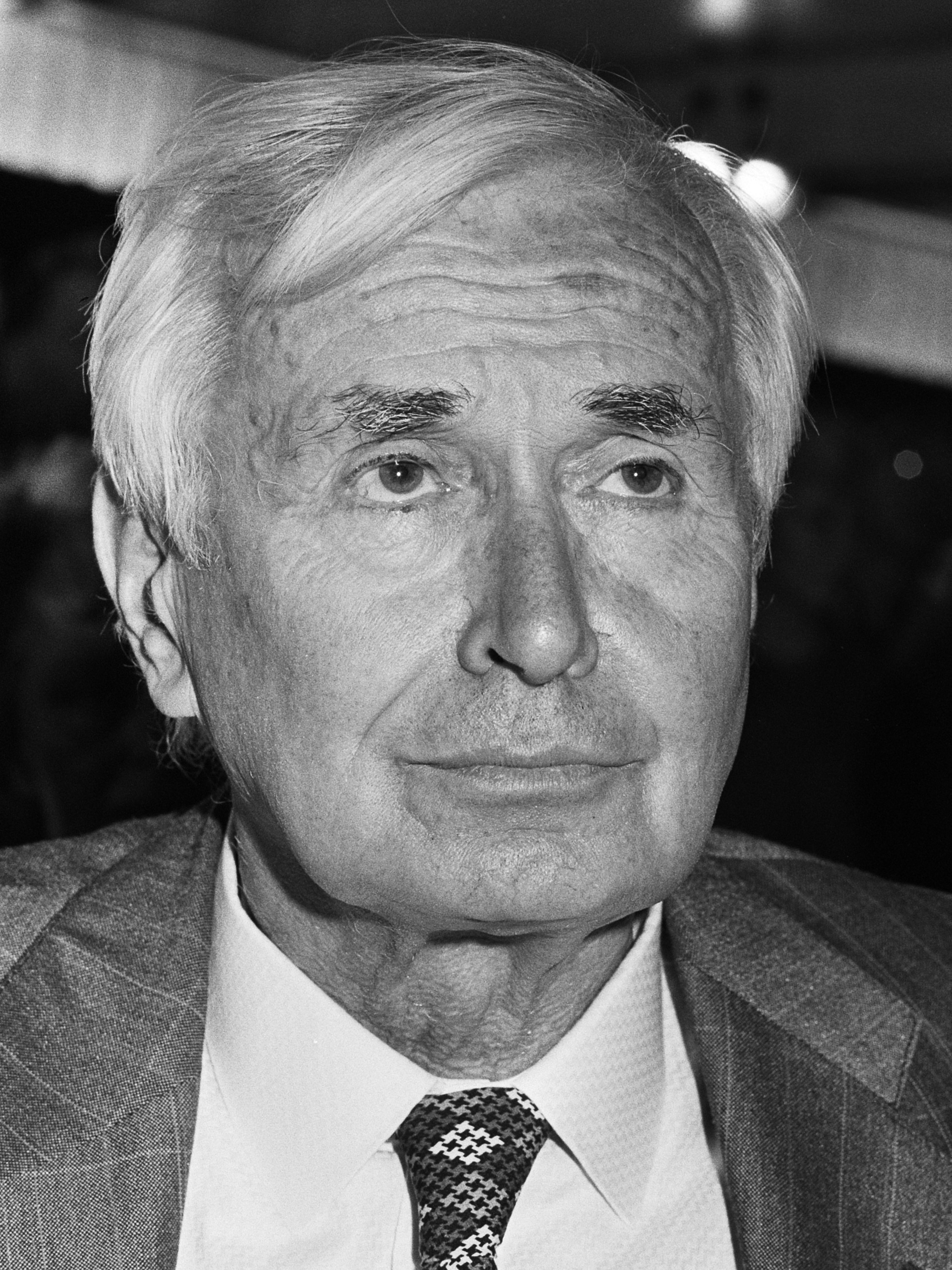
Karl Guttmann (1983)

Karl Guttmann (Bielitz, 30 juli 1913 – Amsterdam, 6 januari 1995) was een Nederlands theaterregisseur van Oostenrijkse afkomst.

## Jeugd en opleiding
Guttmann studeerde aan het gymnasium in Bielsko-Biała, waarna hij naar Wenen vertrok om aan de Hochschule für Welthandel en later aan het Reinhardt Seminar te studeren. Hij debuteerde als toneelspeler op 9 mei 1935 in Front Page, onder regie van Otto Preminger. Zijn eerste engagementen waren in Wenen aan het Theater in der Josefstadt en het stedelijk theater te Bielsko-Biała.

## Carrière

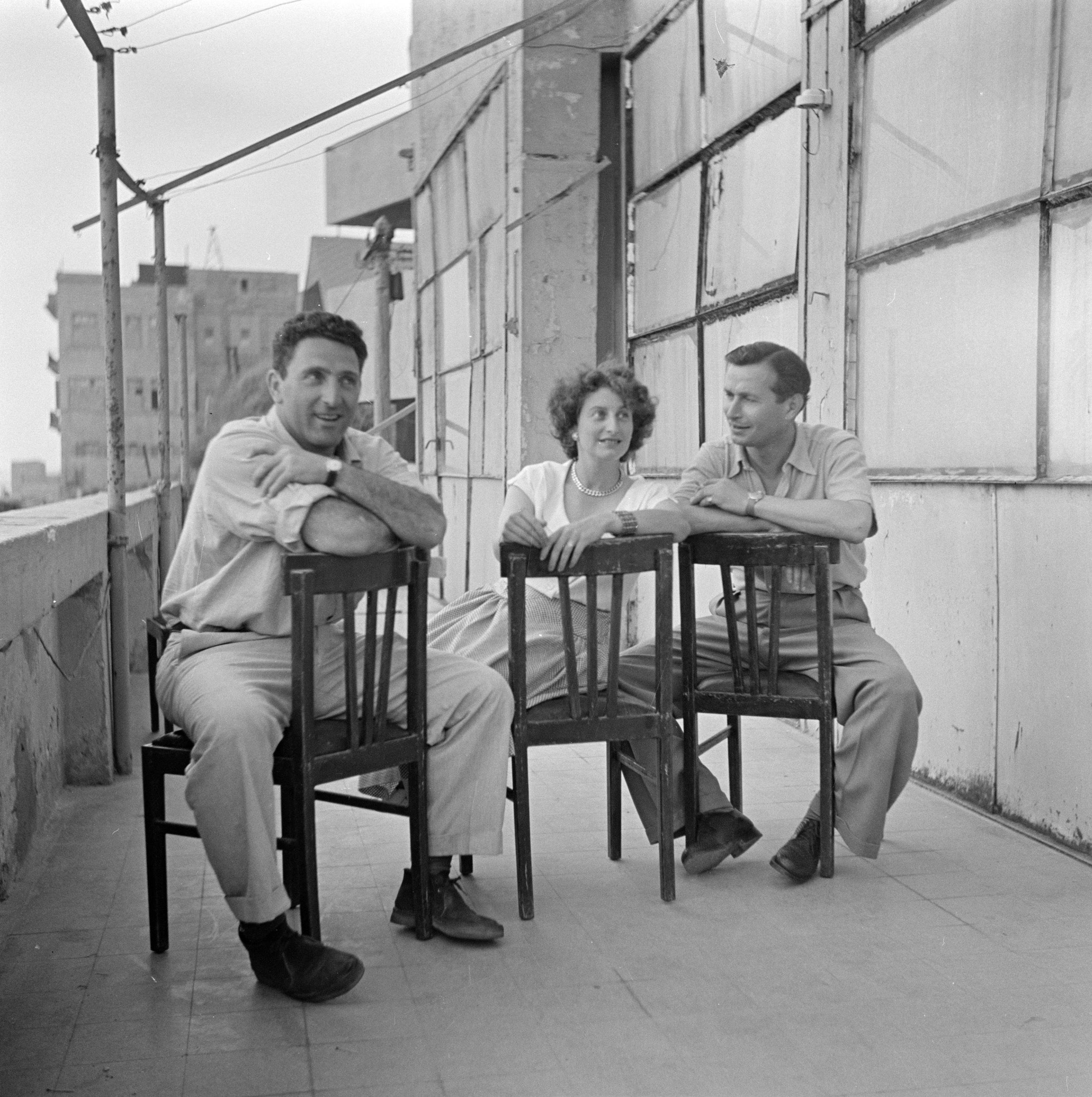
Irwin Shaw bij zijn bezoek aan Israël in 1949 tezamen met de toneelschrijfster/journaliste Luisa Treves (G. Roselaar) en de acteur/regisseur Karl Guttmann van het Teatron Kameri in Tel Aviv

Na veel omzwervingen in de Tweede Wereldoorlog kwam Guttmann in 1942 in Tel Aviv aan, waar hij een der medeoprichters van het Teatron Kameri werd (werkzaam als acteur, regisseur en dramaturg, alsook in de zakelijke leiding). Na zijn huwelijk in 1949 met de Nederlandse toneelschrijfster/journaliste Luisa Treves (pseudoniem van G. Roselaar) kwam hij in 1950 naar Nederland en kreeg hij een aanstelling als dramaturg bij de Haagse Comedie, directie Cees Laseur en Paul Steenbergen. Hij bleef daar tot 1956, regisseerde Maria Stuart van Schiller, Er komt geen oorlog om Troje van Giraudoux, en Requiem voor een non van Faulkner. In 1957 werd hij tot Nederlander genaturaliseerd.
Hij regisseerde Het dagboek van Anne Frank bij Theater, directie Rob de Vries; de première vond plaats op 27 november 1956 in Amsterdam. Dit stuk kwam onder Guttmanns regie ook tot stand in Wenen, Frankfurt en Keulen. In die periode deed hij veel regies in het buitenland, met name in het Theater in der Josefstadt in Wenen, zoals Twee op de wip van Gibson en Hendrik IV van Pirandello. Na een periode als regisseur/dramaturg bij het Rotterdams Toneel, regie onder andere Don Carlos van Schiller, werd hij in 1960 artistiek en zakelijk directeur van Zuidelijk Toneel- en Televisiegezelschap Ensemble, waar hij acht jaar intensief werkte om in het zuiden van Nederland toneelcultuur van de grond te krijgen. De samenwerking met onder anderen directeur Wim Bary in Tilburg en later Ben Ullings in Eindhoven leidde tot de opening van twee nieuwe schouwburgen: die in Tilburg op 1 maart 1961 met de wereldpremière van Cortmantel van Christopher Fry, die in Eindhoven op 2 oktober 1964 met De bruiloft van Figaro van Beaumarchais.
Bij de vorming van een nieuw publiek werden naast klassieke schrijvers als Shakespeare, Toergenjew, semi-klassieke als Tsjechow, Shaw, Pirandello, veel moderne toneelschrijvers geïntroduceerd, zoals Pinter, Albee, Kipphardt, Raffalt, Hugh Leonard.
Guttmann zelf belastte zich met de regie van De Huisbewaarder van Harold Pinter (eerste voorstelling buiten Engeland), Cortmantel van Christopher Fry (ook in het Burgtheater in Wenen), De tiende man van Chayefsky, De opvolger van Raffalt, Het hartbrekende huis van Shaw, Naar het U lijkt van Shakespeare, Hendrik IV van Pirandello, De markiezin van Arcis van Sternheim, De bruiloft van Figaro van Beaumarchais, Oorlog is zo'n aardig spel van Chilton/Littlewood, De zaak J. Robert Oppenheimer van Kipphardt, De koopman van Venetië van Shakespeare, en Pygmalion van Shaw. Daarnaast slaagde hij erin regisseurs van internationale faam aan te trekken: naast Peter Scharoff voor het Russische repertoire, Erwin Axer, Hans Bauer, Ronald Eyre, Angelika Hurwicz, Gilles Léger, Claude Régy en Hilton Edwards. Mede hierdoor kreeg Ensemble Europees niveau en aanzien.
Na een periode als hoofd van de afdeling Theater van de Hochschule für Musik und Darstellende Kunst in Stuttgart, en optredens als regisseur in Duitsland en als acteur in de televisiefilm Alma Mater van Meichsner/Hädrich, werd Guttmann in het seizoen 1971/72, toen hij, na regies van De prijs van Miller en De eenzame weg van Schnitzler tot directeur in Rotterdam was benoemd, getroffen door een hartaanval. Na enkele jaren van gedwongen nietsdoen richtte hij in 1974 met zijn vrouw Accolade Producties b.v. op, waarmee hij zich vestigde als vrije producent, met name van eigentijdse toneelstukken van hoog gehalte: De dag waarop de paus gekidnapt werd van Bethancourt (in 1992 ook geregisseerd in Bielsko-Biała, het voormalige Bielitz), Niet bereikbaar van Gray, Een gelukkige hand van Coburn, Het vege lijf van Saunders, Wie z'n leven is het nou eigenlijk? van Clark, Vader Zaliger van Leonard, Rita en De voetreis naar Rome van Russell, en Geboren in Blijdorp van Nichols.
Behalve deze laatste twee stukken regisseerde Guttmann in 1982 ook The Lady's Not for Burning van Fry in het Theater in der Josefstadt in Wenen, en The Gin Game (Een gelukkige hand) in Coburns woonplaats Dallas.
De opvoeringen van Karl Guttmann worden gekenmerkt door een grote loyaliteit ten opzichte van de schrijver, een diepgravende behandeling van de tekst, waardoor deze steeds zonneklaar wordt, een behoedzame begeleiding van de acteur, die deze tot echte creatie brengt, en een grote muzikaliteit bij de hantering van het dramaturgisch oeuvre.

## Begraven
Karl Guttmann ligt begraven op de Liberaal Joodse Begraafplaats Gan Hasjalom te Hoofddorp.

## Samenwerkingen
Karl Guttmann werkte met vele bekende Nederlandse acteurs en actrices. Zo speelden Paul Steenbergen en Ko van Dijk jr. in zijn regie bij de Haagse Comedie een van hun mooiste voorstellingen, Mooi weer vandaag..., schitterden Guus Hermus, Caro van Eijck en later Mary Dresselhuis in Een gelukkige hand, en bracht hij Lex Goudsmit, Ton van Duinhoven, Ellen Vogel, Ton Lensink tot grote prestaties in diverse rollen.